# Селкерк (индейцы)
Се́лкерк (англ. Selkirk First Nation) — индейская община, проживающая в центре территории Юкон, Канада. Относится к Северным Тутчонам — индейцам Субарктики.
Первоначально центром расселения Селкерк был торговый пост Форт-Селкёрк, построенный Робертом Кэмпбеллом в 1850 году вдоль реки Юкон. После строительства Клондайкского шоссе они стали переселяться в Пелли-Кроссинг. В этом месте Клондайкское шоссе пересекает реку Юкон. Сейчас большинство селкерк проживает именно здесь. Численность населения Селкерк выросла с 240 человек (1996 год) до 513 человек (2011 год). В 1997 году индейцы Селкерк подписали соглашение о разделе земли на базе зонтичного соглашения. Входят в Совет Первых наций Юкона. Община имеет статус самоуправляющейся Первой нации и владеет землёй общей площадью 1800 кв.миль. Управляется выборным главой и Советом.

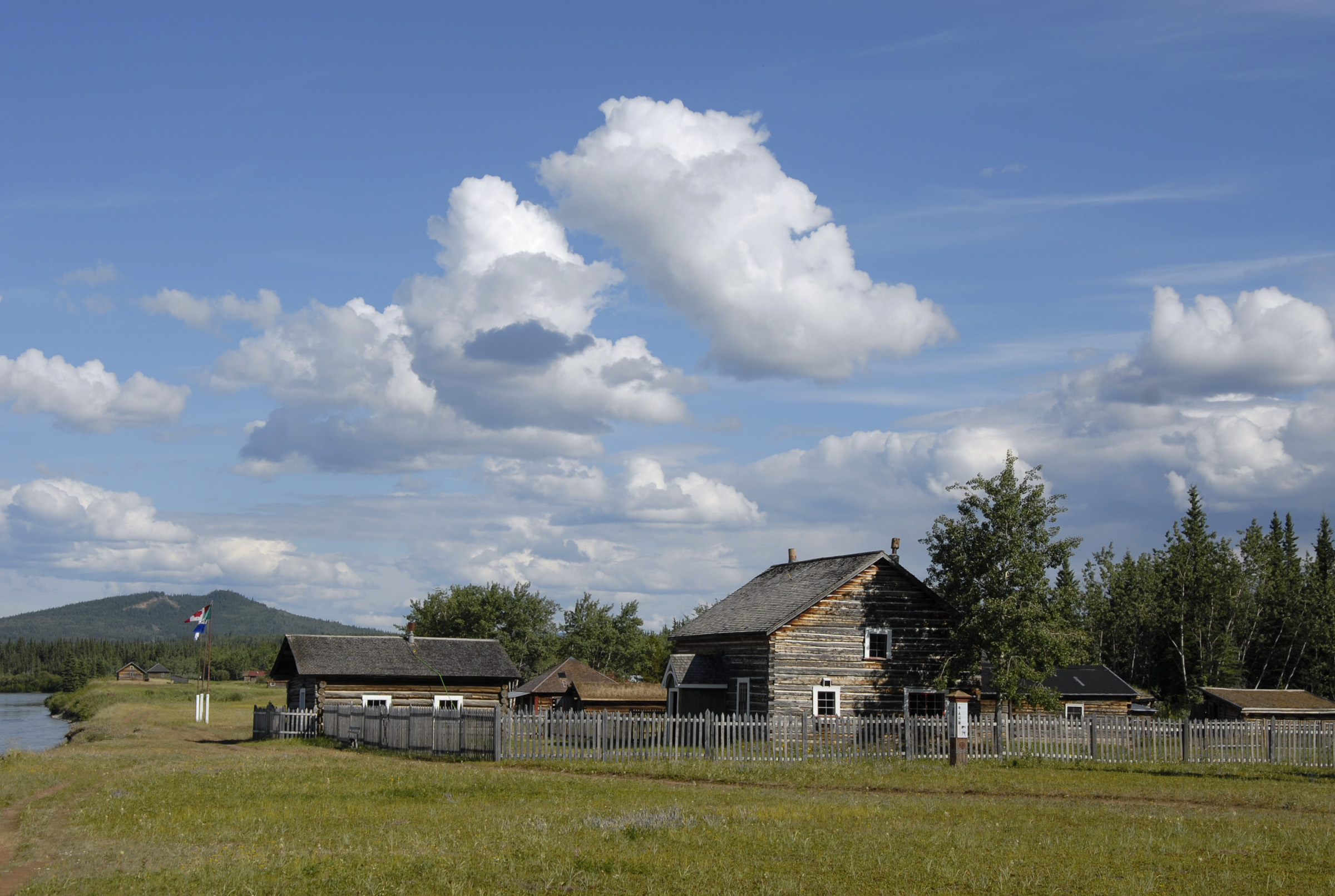
Форт Селкерк

## Язык
Язык Селкерк относится к северотутчонской подгруппе Атабаскской языковой семьи.

## Известные люди
Популярный певец Джерри Алфред, носящий титул «Хранитель песен», старается с помощью песен сохранить родной язык.